# Lepidostoma fimbriatum
Lepidostoma fimbriatum är en nattsländeart som först beskrevs av Francois Jules Pictet de la Rive 1865.  Lepidostoma fimbriatum ingår i släktet Lepidostoma och familjen kantrörsnattsländor. Inga underarter finns listade i Catalogue of Life.